# Batalla de Gumbinnen
La batalla de Gumbinnen, iniciada por los alemanes al alba del día 20 de agosto de 1914, fue la primera gran ofensiva en el frente ruso durante la Primera Guerra Mundial. Enfrentó a los Ejércitos de Alemania y Rusia, siendo la continuación de una batalla librada por el 8.º Ejército alemán, al mando de Maximilian von Prittwitz, la batalla de Stalluponen, el 17 de agosto. Gumbinenn se encontraba en la Prusia Oriental, y es la actual Gusev.  

## Preludio de la batalla
Animado por el éxito del impaciente comandante del I Cuerpo de Ejército, el general Hermann von François en la batalla de Stalluponen, en la que había hecho tres mil prisioneros al Ejército ruso antes de retirarse hasta Gumbinnen, 15 km al oeste de Stalluponen, Prittwitz, bajo la presión del propio von François, decidió planificar un ataque contra el 1.º Ejército ruso, al mando del general Pavel Rennenkampf, en el lugar de Gumbinnen.
Consciente de que el 2.º Ejército ruso, a las órdenes del general Alexander Samsonov, avanzaba hacia el norte desde Polonia, Prittwitz decidió atacar a las tropas de Rennenkampf, que avanzaba hacia el este en un frente de avance de 55 km de amplitud, a la primera oportunidad que se presentase. Se estimaba que los alemanes disponían de ciento cincuenta mil hombres frente a una fuerza rusa de doscientos mil.

## Ataque
Tras haber asignado un cuerpo de ejército para cubrir la retaguardia del 8.º Ejército alemán ante el avance de las tropas de Samsonov, Prittwitz formó tres cuerpos reforzados con una división suplementaria, en una línea al sur de Gumbinnen, aproximadamente 40 km en el interior de la frontera de la Prusia Oriental.
Sin embargo, la ofensiva alemana en toda regla la desencadena el impaciente general François hacia las 4 h de la mañana, antes incluso de que los otros dos cuerpos hubiesen completado los preparativos de la misma. El general August von Mackensen en el centro y el general Otto von Below en el sur no alcanzaron su plena capacidad de combate sino entre cuatro y ocho horas después de que François lanzase su ataque con el I Cuerpo. Respecto de la división adicional despachada por Prittwitz, llegó demasiado tarde como para tener alguna participación en la batalla.
Aunque el 1.er Ejército ruso de Rennenkampf defiende encarnizadamente sus posiciones, su flanco derecho se hunde a mediodía, tras haber agotado las municiones, siendo perseguido por François durante 8 km. Esta ruptura seguida de penetración espoleó a Mackensen para lanzar su propio ataque cuando su cuerpo estuvo listo, hacia las 8:00 h, siendo seguido por Below a mediodía.

## Fracaso alemán
No obstante, los restos del 1.er Ejército ruso, alertados por el ataque precedente de François, desplegaron eficazmente su artillería pesada en el frente, causando una masacre entre las tropas de Mackensen y Below, obligándolas a retirarse en desorden cerca de 24 km. François, consciente de que el frente alemán se hundía en el centro y en el sur, se vio igualmente obligado a ordenar la retirada a su vez. En el desorden subsiguiente, los rusos hicieron seis mil prisioneros alemanes.

## Retirada
En medio de un ataque de pánico causado por la eficacia del contraataque ruso, y temiendo que el 2.º Ejército ruso de Samsonov se uniese al 1.er Ejército de Rennenkampf para así cercar al 8.º Ejército alemán, Prittwitz ordenó la retirada general hacia el río Vístula a pesar de la falta aparente de interés en Rennenkampf para perseguir a los alemanes fugitivos; las órdenes de Prittwitz, de hecho, suponían la cesión de la totalidad de Prusia oriental al Ejército ruso.

## Consecuencias
Helmuth von Moltke, el jefe del Estado Mayor alemán en Berlín, enfurecido por esta decisión de retirar de Prusia Oriental al 8.º Ejército, llamó a Prittwitz y a su segundo, Von Waldersee, a Berlín para destituirles de sus cargos. Haciendo regresar de su retiro al impertubable general Paul von Hindenburg, Moltke le nombró para asumir el mando del 8.º Ejército, asignándole al agresivo Erich Ludendorff, que acaba de destacar en el frente occidental por la toma de la ciudad belga de Lieja, como jefe de Estado Mayor del 8.º Ejército.
Felizmente para Hindenburg, la retirada hacia el Vístula no había sido completada cuando llegó el 23 de agosto para tomar posesión de su cargo. Tras consultas con Ludendorff y con el coronel Hoffman, segundo jefe de Operaciones, Hindenburg logró bloquear la retirada y decidió reunir a sus tropas para lanzar una ofensiva contra el 2.º Ejército ruso de Samsonov que subía desde el sur. Este ataque conducirá a la que tal vez sea la mayor victoria alemana de toda la guerra: la batalla de Tannenberg.
- Datos: Q145588
- Multimedia: Battle of Gumbinnen / Q145588